# محمد الأكحل شرفاء
الشيخ محمد الأكحل شرفاء (1925 - 2015) أحد علماء الجزائر ورواد النهضة الاصلاحية، نائب رئيس جمعية العلماء المسلمين الجزائريين من 2008 إلى غاية وفاته في 2015.

## نشأته وطلبه للعِلم
ولد محمد الأكحل شرفاء في 18 فبراير 1925 في قرية أغيل علي من بني شبانة، دائرة بني ورتيلان بولاية سطيف. وتعلَّم القرآن الكريم عن والدته كلثوم ابنة العالم المحقّق الشيخ سعيد البهلولي، إلى أن بلغ سورة يس، ثمّ استأنف تعلّمه على يد عمّه الشيخ محمد سعيد شرفاء الإمام بمسجد القرية، وأتمّ حفظه على يدي الشيخ العربي ولعربي، وهو من أشهر حفّاظ القرآن في تلك المنطقة، حيث حفظ القرآن وهو ابن 13 سنة.
كما حفظ إلى جانب القرآن الكريم بعض المصنّفات والمتون كألفية ابن مالك، ومتن ابن عاشر، ومتن ابن بري ومتن السنوسية. ثمّ التزم بحلقات دروس العربية والفقه والعقائد، وتعلّم على جدّه الشيخ سعيد الذي كان يحبّه ويكنّ له عطفا ومودة، كما أخذ على يد الشيخ أرزقي الكتاب، المعروف بالشيخ أرزقي شبانب بعض الفنون والعلوم.
بدأ محمد الأكحل شرفاء مشواره في التحصيل العلمي في مدرسة التربية والتعليم بباتنة التي كان يديرها الشيخ محمد الحسن فضلاء ثم التحق محمد الأكحل شرفاء بالجامع الأخضر بقسنطينة، وانتظم في سلك طلبة الشيخ عبد الحميد بن باديس واستمرّ ينهل من مناهل العلم إلى أن توفي الشيخ عبد الحميد ابن باديس في 16 أفريل 1940 فخلفه الشيخ مبارك الميلي الذي أتمّ العمل الدراسي لطلبته بعسر شديد نظرا لمرضه المزمن·
وبعد عودته إلى بلدته، شرع بإلقاء الدروس والمواعظ قصد إيقاظ الوعي وإثارته في النفوس كشأن كلّ تلاميذ ابن باديس الذين انتشروا في مختلف أنحاء الجزائر آنذاك.
وبعدها دُعي من قرية حمام ڤرڤور لتعليم أبناء المنطقة، فأجاب الدعوة ومكث هناك عاما كاملا سنة 1945، ثم دعي من طرف جمعية بني ورتيلان، وأخذ ينشر الدّعوة الإسلامية، ويدعو إلى النّهضة العلمية، فأسّس مدرسة في قرية (القاع أوزرو)، وأشرف عليها.
هاجر في مطلع السنة الدراسة 1947 - 1948 إلى تونس ليزيد من تفقهه ويوسّع دائرة معارفه، فانضم إلى جامع الزيتونة، وواصل الدراسة فيه حرّا دون قيد، فمكث هناك سنتين، واستطاع أن يشقّ طريقه بحذر وسط الصراع القائم آنذاك بين الطلبة الجزائريين وجمعيتهم التي انتهت بهم إلى التقسيم وبروز جمعية البعثة التابعة لجمعية العلماء، وقد شارك في الأولى والأخيرة بنشاط ملحوظ.
وتجلّى نشاط الشيخ شرفاء الصحفي في مقالات في جريدة البصائر وجريدة الأسبوع التونسية وغيرها،
وفي صيف سنة 1948 أقامت جمعية الطلبة الزيتونيين الجزائريين حفلا تأبينيا للشيخ ابن باديس حضره العديد من العلماء وأقطاب الحركة الوطنية 
و طلبة العلم، وقد ألقى محمد الأكحل شرفاء في ذلك الحفل الذي أقيم بقصر الجمعيات الفرنسية بحي (باب بحر) كما كان يدعى في ذلك العهد فأعجب المستمعون بكلمته الحماسية الشديدة فلأطلقوا على صاحبها (روح ابن باديس تناديكم). هذا وقد نشرت (مجلة أفريقيا الشمالية) التي كان يصدرها إسماعيل العربي وأشادت بالمحاضرة إشادة بالغة.
وبعد عودته إلى الجزائر سنة 1949 عين مديرا بمدرسة ايفيل النصر بأقبو ومكث هناك 4 سنوات، وأثناء عمله بهذه المدرسة تعرض عدة مرات لمحاكمات ظالمة من السلطات الاستعمارية، لتدريسه اللغة العربية دون رخصة، وحكمت عليه بالسجن وبالغرامات المالية، وفي سنة 1953 عين مديرا لمدرسة التهذيب ببرج بوعريريج ثم نقل إلى مدرسة الإحسان بالقليعة سنة 1955 فأقام فيها سنتين، وغادرها مكرها إثر المذابح والاغتيالات التي قام بها المظليون الفرنسيون بالقليعة في حق السكان العزل.

## بعد الاستقلال
بعد استقلال الجزائر عن الإحتلال الفرنسي سنة 1962، اشتغل محمد الأكحل شرفاء بالتعليم حيث عُيّن غداة الاستقلال بثانوية عقبة بن نافع بباب الوادي، ثم انتقل سنة 1963 إلى ثانوية ابن تومرت ببوفاريك، ثم أستاذا بثانوية وريدة مداد بالحراش من 1964 إلى 1966، واشتغل بعدها بثانوية الثعالبية، ومنها إلى ثانوية عائشة أم المؤمنين التي لبث بها من 1966 إلى 1973. وأخيراً نقل أستاذا إلى معهد التكوين التربوي مصطفى خالف ببن عكنون الذي بقي فيه لمدة 8 سنوات. بعدها انتدب إلى وزارة الشؤون الدينية مفتشا عاما سنة 1986، وهي السنة نفسها التي أحيل فيها على التقاعد.
كما قام الشيخ محمد الأكحل شرفاء خلال مسيرة حياته بعديد الإنجازات، حيث قدّم عشرات الأحاديث الدّينية المتلفزة، كما كان يشارك باستمرار في مختلف المحاضرات والملتقيات والمؤتمرات الدّينية داخل الجزائر وخارجها، ولعلّ من أهم ما طبع مساره الدّعوي دروسه الدّينية في الحرمين الشّريفين في مواسم الحجّ باسم البعثة الجزائرية، وكذا مشاركته باستمرار في ملتقيات الفكر الإسلامي والدروس الحسنية بالمغرب.
في سنة 1993 وعند انعقاد المؤتمر المجدد انتخب محمد الأكحل شرفاء عضوا بالمكتب الوطني لجمعية العلماء المسلمين الجزائريين مكلفا بالدعوة والإرشاد
وفي سنة 2008 انتخب الشيخ شرفاء نائبا لرئيس جمعية العلماء المسلمين الجزائريين في مؤتمر الجمعية، وبعدها أصبح يقدم الدروس الدينية بثلاثة مساجد بالعاصمة هي “القدس” بحيدرة، “أبي حنيفة” بالمقارية و”معاذ بن جبل” بباش جراح. كما أوصى الشيخ عبد الرحمن شيبان قبيل وفاته بتنصيبه رئيسا شرفيا للجمعية.
في 1 نوفمبر 2008 كُرم محمد الأكحل شرفاء من طرف جمعية حراء ببلدية المقارية، وفي مارس 2009 كرمته مؤسسة الشروق للاعلام والنشر

## وفاته
توفي محمد الأكحل شرفاء يوم الأحد 8 فبراير / شباط 2015، الموافق 18 ربيع الثاني 1436 هـ ونعت جمعية المسلمين الجزائريين في بيان رسمي محمد الأكحل شرفاء ووصفته بتلميذ الإمام عبد الحميد ابن باديس وأعلنت عن إجراءات تشييع جنازته، حيث سيتمّ عرض جثمانه على محبّيه وتلامذته يوم الاثنين من الساعة 10:30 صباحا إلى غاية منتصف النّهار في مقرّ جمعية العلماء الكائن بـ 17 شارع (محمد مربوش) بحسين داي بالقرب من مجلس قضاء الجزائر، ليتمّ نقل جثمانه من مقرّ الجمعية إلى مسجد (مالك ابن نبي) بحي (مالكي) ببن عكنون لتُصلّى عليه صلاة الجنازة عقب صلاة الظهر لينقل جثمانه من المسجد إلى مقبرة ابن عكنون، حيث يوارى الثرى ثمّ يفتح سجِّل التعازي بعد ذلك في مقرّ جمعية علماء المسلمين·